# Petr Fiala (skladatel)
Petr Fiala (* 25. března 1943 Pelhřimov) je český hudební skladatel, sbormistr a hudebník.

## Životopis
Petr Fiala pochází ze třinácti dětí. V roce 1960 absolvoval Gymnázium v Jihlavě, v letech 1960–1966 pokračoval studiem na Konzervatoři v Brně (obor klavír, skladba a dirigování). Mezi lety 1966–1971 vystudoval kompozici na Janáčkově akademii múzických umění v Brně ve třídě Jana Kapra.
Jeho nejmladším bratrem je hudební skladatel František Fiala.

### Umělecká a pedagogická činnost
Od roku 1971 působí na Konzervatoři Brno jako profesor hudební teorie, skladby a dirigování. Průběžně se věnuje skladatelské činnosti. Souběžně s tím také v letech 1976–1986 působil jako dirigent slovenského pěveckého sboru Kysuca, v letech 1979–1990 pak jako dirigent brněnského mužského sboru Foerster. V roce 1990 založil profesionální Český filharmonický sbor Brno, kde působí jako hudební ředitel a sbormistr.
Český filharmonický sbor Brno spolupracuje s nejlepšími evropskými orchestry, například Londýnskou filharmonií a Vídeňskou filharmonií. Jako dirigent absolvuje každoročně více než 100 koncertů jak doma tak i v zahraničí. Jedná se o mnoho zahraničních turné po celé Evropě a Americe. Pracuje jako dramaturg Velikonočního hudebního festivalu v Brně. Působí jako lektor dirigentských kurzů, je členem mezinárodních porot, je zván jako hostující dirigent k českým i zahraničním orchestrům a sborům při provádění vokálně-instrumentálních skladeb.
Pravidelně spolupracuje se soubory Čeští komorní sólisté, Puella trio a významnými interprety jako Simona Šaturová.

## Skladatelské dílo
Je autorem přes 230 skladeb. Z jeho díla se jedná například o řadu vokálních a instrumentálních cyklů pro děti a mládež, množství skladeb sólových pro klavír, akordeon, kytaru, housle, violoncello, trubku, pozoun atd., pět smyčcových kvartetů, řadu skladeb komorních, koncerty pro varhany, klavír, akordeon, violu a orchestr, tři symfonie, množství sborových cyklů, písňové cykly, oratoria a kantáty a dvě díla hudebně dramatická. Balet Hořící kámen a celovečerní opera na motivy divadelní hry Františka Hrubína Kráska a zvíře.

### Varhanní skladby
- Invence (1966)
- Musica festiva (1969)
- Koncert pro varhany a orchestr (1971) – třívětý koncert na motivy gregoriánského chorálu
- Tre toccate (1972–1976) – třídílný cyklus tokát (Toccata giocosa, Toccata lirica, Toccata drammatica)
- Preludio giubiloso (1981) – věnováno Josefu Puklovi k jeho šedesátým narozeninám[2]

## Ocenění
Petr Fiala obdržel ocenění kardinála Miloslava Vlka za duchovní koncerty, v roce 1996 – řád Cyrila a Metoděje II.stupně Pocta Českým světcům, prestižní ocenění Paříž aj. Jako skladatel i jako dirigent je laureátem řady národních i mezinárodních soutěží, s pěveckými sbory Kysuca a Foerster obdržel řadu cen na mezinárodních sborových soutěžích. Je členem Asociace ředitelů českých profesionálních orchestrů a sborů.
Pod vedením svého uměleckého vedoucího Petra Fialy zatím jako jediný soubor z České republiky získal Český filharmonický sbor Brno nejprestižnější evropskou hudební cenu v oblasti klasické hudby „ECHO KLASSIK 2007“ a to hned ve dvou kategoriích. Zazářil v široké mezinárodní konkurenci a ze 3000 přihlášených nahrávek byl vyhlášen „Vokálním souborem roku 2007“ za nahrávku Duchovních motet Antona Brucknera, a získal cenu „Nejlepší nahrávka roku 2007“ společně s Beethoven Orchestr Bonn za natočení rozměrného oratoria Ference Liszta: Christus.
Ceny ECHO KLASSIK uděluje již od roku 1992 kulturní institut německého gramofonového průmyslu Deutsche Phono-Akademie, jehož porota se skládá z význačných osobností, působících v oblasti kultury a médií, hudební redakce ZDF a členů Phono-Akademie. V roce 2007 byly udělovány ceny v 21 kategoriích, ve kterých se mimo jiné objevila jména jako Mariss Jansons, Anna Netrebko nebo Berlínská filharmonie.
V červenci 2009 v rámci národní pouti na Velehradě převzal ocenění České biskupské konference – Řád svatého Cyrila a Metoděje.